# 海里 (タレント)
海里（かいり、1993年10月10日 - ）は、日本のグラビアアイドル、タレント。埼玉県出身。マグニファイエンタテインメント所属。

## 略歴
小学生のころから芸能界に興味を持ち、ファッション誌『Seventeen』（集英社）や『ピチレモン』（学研プラス）などを見てはオーディションを受けていたが、まったく受からなかったことから一度は断念し、大手企業の受付嬢として勤めていた。
24歳の時にスカウトされ、25歳となった2019年6月に1stDVD『海里 Debut!』（竹書房）でグラビアアイドルとしてデビュー。
また、GRACHANやBreakingDownでラウンドガールを務めている。
2022年12月27日、『週刊SPA!』（扶桑社）の「グラビアン魂アワード2022」にて、みうらじゅん個別賞「無防備なんだもん賞」を受賞した。

## 人物
- 趣味はサウナ、ダンス、ランニング、旅行[1]。
- 小学生のころからインリンのM字開脚の写真を見て一目惚れし、高校生の頃にはグラビアもDVDも見まくっていたほど、彼女の大ファンである[3]。インリンをきっかけにエロに興味を持ち、小学3年生くらいから父の秘蔵の成人向け漫画やセクシー女優のDVDを隠れて読んだり見たりしており、一度は母に見つかって激怒されたこともある[3][4]。成人してからも、そういうものを完全に男脳として見てエロスを感じているという[3]。
- グラビア活動への抵抗はなく、幼少時からグラビアアイドルに憧れ、中学生以降は色白な肌と肥満により「白ブタ」と侮蔑されていたことで自信がなかったことから、スカウトされた際には凄く嬉しかったという[4]。

## 作品

### イメージDVD
- Debut!（2019年6月21日、竹書房）[7][8]
- 海の彼方で逢いましょう（2019年10月25日、イーネット・フロンティア）[9][10]
- 夢の中の秘密（2020年7月17日、イーネット・フロンティア）[11][12]
- Sexy Angel（2021年9月28日、エアーコントロール）[13][14]
- Kire Kawa（2022年6月24日、エスデジタル）[15]
- パパと海里先生（2023年6月27日、エアーコントロール）[16][17]

### カレンダー
- 2020年度版カレンダー（2019年10月27日、トライエックス）

## 出演

### テレビバラエティ
- 内村さまぁ〜ず（インターネット配信）
- 鎧美女 #77（2021年5月4日〈3日深夜〉、フジテレビONE） - 甲冑：石田三成[18][19]
- ダウンタウンのガキの使いやあらへんで!（2022年7月17日、日本テレビ） - とろサーモン久保田七変化[20]
- 麻雀最極決定戦！サバイバルバトル極雀 season35（2022年9月19日、フジテレビONE） - 極雀ガール

### テレビドラマ
- 首領（2020年、CS放送）
- 桃色探訪〜伝説の風俗〜（2021年12月31日、チャンネルNECO）居酒屋店長の妻役

### 舞台
- Ambitious Girls〜アンビシャス ガールズ〜 (謎の女・青柳蘭子役)

### ラジオ
- ガルトー（毎月第１週目、火曜日夜、月1レギュラー出演）

### WEBコンテンツ
- 楽園チャンネル　タイムマシーン3号のまんぷく激場（第34回 - 第36回・ゲスト出演）

### 音声配信
- よゐこ有野のノーギャラジオ（2022年8月22日、Radiotalk）[21]

## 活動

### ラウンドガール
- GRACHAN
- BreakingDown (2024年6月 - )[22]